# Liste der Countys in Massachusetts
Der US-Bundesstaat Massachusetts ist in 14 Countys unterteilt.

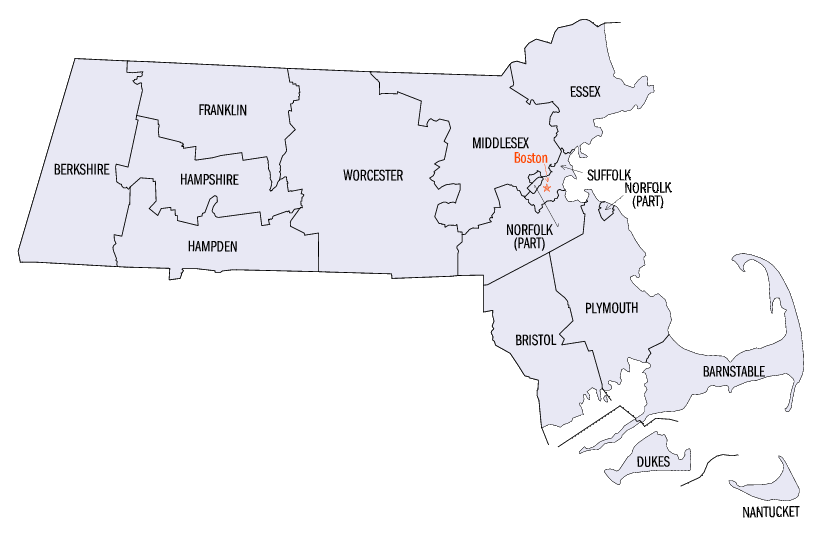
Karte der Countys in Massachusetts

| County     | Einwohner (2020) | Gesamtfläche (km²) | Landfläche (km²) | Bevölkerungsdichte (Einwohner / Landfläche) | County Seat       |
| ---------- | ---------------- | ------------------ | ---------------- | ------------------------------------------- | ----------------- |
| Barnstable | 228.996          | 3.382              | 1.025            | 223                                         | Barnstable        |
| Berkshire  | 129.026          | 2.451              | 2.412            | 53,5                                        | Pittsfield        |
| Bristol    | 579.200          | 1.790              | 1.440            | 402,2                                       | Taunton           |
| Dukes      | 20.600           | 1.272              | 269              | 76,6                                        | Edgartown         |
| Essex      | 809.829          | 2.146              | 1.297            | 624,4                                       | Salem Lawrence    |
| Franklin   | 71.029           | 1.877              | 1.818            | 39,1                                        | Greenfield        |
| Hampden    | 465.825          | 1.642              | 1.601            | 290                                         | Springfield       |
| Hampshire  | 162.308          | 1.413              | 1.371            | 118,4                                       | Northampton       |
| Middlesex  | 1.632.002        | 2.195              | 2.132            | 765,5                                       | Cambridge Lowell  |
| Nantucket  | 14.255           | 273                | 124              | 115                                         | Nantucket         |
| Norfolk    | 725.981          | 1.150              | 1.035            | 701,4                                       | Dedham            |
| Plymouth   | 530.819          | 2.832              | 1.712            | 310,1                                       | Brockton Plymouth |
| Suffolk    | 797.936          | 311                | 151              | 5284,3                                      | Boston            |
| Worcester  | 862.111          | 4.090              | 3.919            | 220                                         | Worcester         |